# 1013
| [ Edytuj tabelę ]              |                                                             |
| Książę Polski                  | - 992 Bolesław I Chrobry 1025                               |
| Król Angkoru                   | - 1010 Surjawarman I 1048                                   |
| Król Anglii                    | - 978 Ethelred II Bezradny 1016 - 1013 Swen Widłobrody 1014 |
| Hrabia Aragonii i król Nawarry | - 1000 Sancho III Wielki 1035                               |
| Hrabia Barcelony               | - 992 Rajmund Borrell 1017                                  |
| Książę Bawarii                 | - 1005 Henryk V 1026                                        |
| Książę Burgundii               | - 1004 Rudolf III 1016                                      |
| Cesarz Bizancjum               | - 976 Bazyli II Bułgarobójca 1025                           |
| Car Bułgarii                   | - 976 Samuel Komitopul 1014                                 |
| Cesarz Chin                    | - 997 Song Zhenzong 1022                                    |
| Książę Czech                   | - 1012 Oldrzych 1033                                        |
| Król Danii                     | - 987 Swen Widłobrody 1014                                  |
| Władca Egiptu                  | - 996 Al-Hakim bi-Amr Allah 1021                            |
| Król Francji                   | - 996 Robert II Pobożny 1031                                |
| Król Gruzji                    | - 1001 Bagrat III 1014                                      |
| Hrabia Holandii                | - 993 Dirk III 1039                                         |
| Król Irlandii                  | - 1002 Brian Śmiały 1014                                    |
| Cesarz Japonii                 | - 1011 Sanjō 1016                                           |
| Kalif                          | - 991 Al-Kadir 1031                                         |
| Hrabia Kastylii                | - 995 Sancho I Garcia 1017                                  |
| Król Kastylii                  | - 1000 Sancho III 1035                                      |
| Wielki książę Kijowa           | - 978 Włodzimierz I Wielki 1015                             |
| Patriarcha Konstantynopola     | - 999 Sergiusz II 1019                                      |
| Władca Korei                   | - 1009 Hyŏnjong 1031                                        |
| Król Leónu                     | - 999 Alfons V 1028                                         |
| Król Norwegii                  | - 999 Swen Widłobrody 1015                                  |
| Hrabia Palatynatu              | - 994 Ezzon 1034                                            |
| Papież                         | - 1012 Benedykt VIII 1024                                   |
| Hrabia Portugalii              | - 1008 Alvito Nunes 1015                                    |
| Książę Saksonii                | - 1011 Bernard II 1059                                      |
| Król Szkocji                   | - 1005 Malcolm II 1034                                      |
| Król Szwecji                   | - 995 Olof Skötkonung 1022                                  |
| Doża Wenecji                   | - 1009 Otton Orseolo 1026                                   |
| Król Węgier                    | - 1000 Stefan I Święty 1038                                 |

Rok 1013 / MXIII
stulecia: X wiek ~
XI wiek ~
XII wiek

lata: 1003 «
1008 «
1009 «
1010 «
1011 «
1012 «
1013
» 1014
» 1015
» 1016
» 1017
» 1018
» 1023

## Wydarzenia w Polsce
- 24/25 maja – w Merseburgu w nocy Henryk II i Bolesław I Chrobry podpisali traktat pokojowy kończący wojnę polsko-niemiecką (rozpoczętą w 1007). Bolesław Chrobry złożył hołd i otrzymał w lenno od cesarza Łużyce i Milsko.

- Ślub syna Bolesława Chrobrego - Mieszka - z Rychezą, córką palatyna lotaryńskiego Ezzona, siostrzenicą cesarza Ottona III.
- Wyprawa Bolesława Chrobrego na Ruś
- Prowincja krakowska została oddana przez Bolesława Chrobrego synowi Mieszkowi II. Budowa rezydencji książęcej i nowych obiektów sakralnych na Wawelu.

## Wydarzenia na świecie
- Król duński Swen Widłobrody po ucieczce nieudolnego Aethelreda II do Normandii zdobył Anglię i objął w niej rządy.
- 25 grudnia – koronacja Swena Widłobrodego na króla Anglii.

- Druga wyprawa Henryka II do Italii uwieńczona koronacją cesarską w Rzymie
- Pod względem populacji Kaifeng (400,000-1000; 442,000-1100) wyprzedził Kordobę i stał się największym miastem świata (dane szacunkowe).

## Zmarli
- 19 kwietnia – Hiszam II, kalif Kordoby (ur. 966)[1]
- data dzienna nieznana:
  - Reinbern – pierwszy i zarazem jedyny biskup kołobrzeski (ur. ?)